# Château Soutard
Le château Soutard est un château et un vignoble Saint-émilion grand cru, dans le département de la Gironde, en France.  

## Histoire

### XVIesiècle
Les premières traces du château Soutard remontent à 1513 avec la mention du bourdieu (un domaine gascon autour d’une ferme et d’un moulin) de Mayne de Soutard. Le terme de Soutard viendrait du nom d'une famille anglaise.

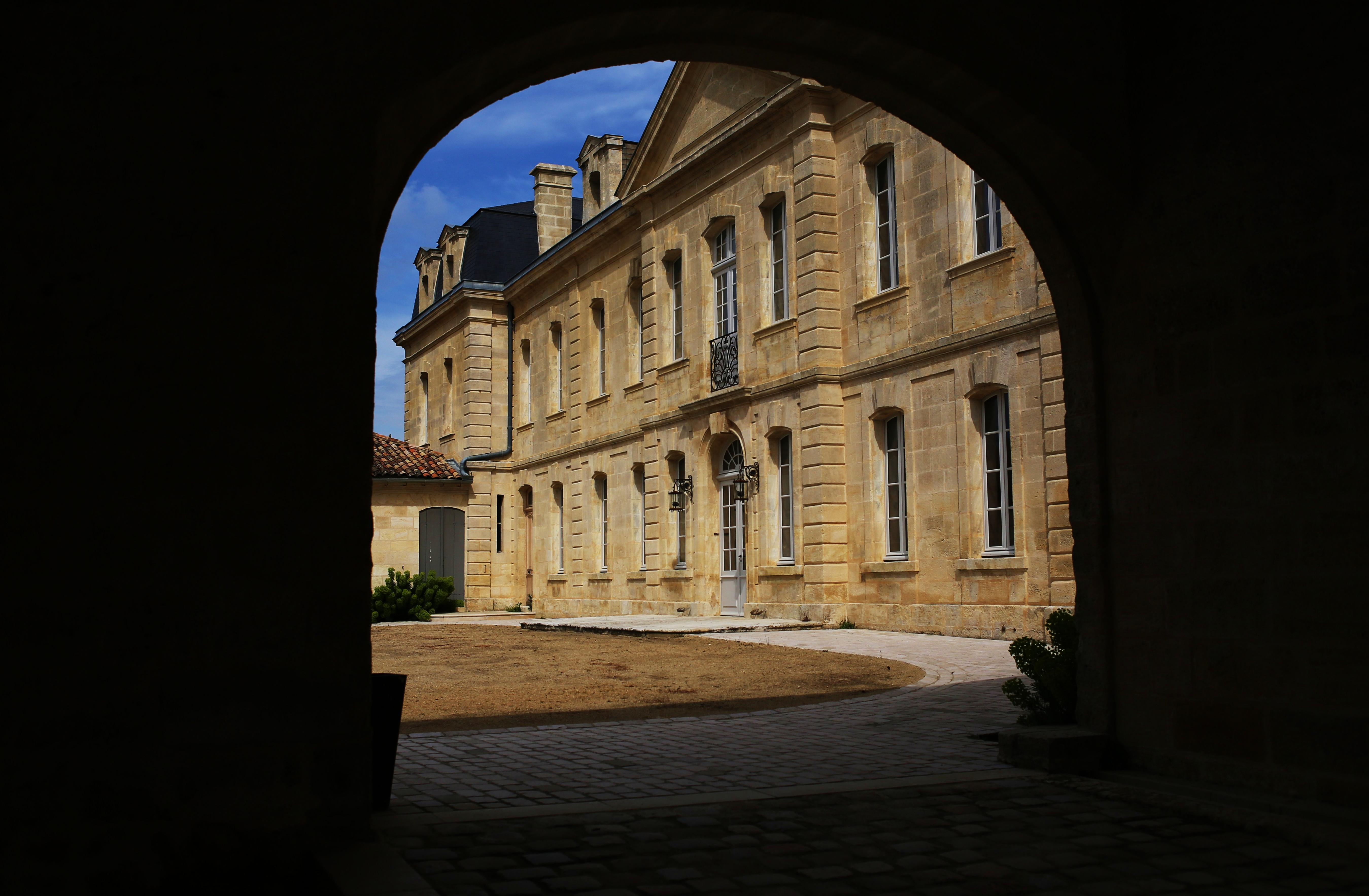
Château Soutard

Jean Couture, Jurat de Saint-Émilion, achète la propriété en 1699. C’est sa fille, Marie, qui fait construire le château en 1741. La façade du château date toujours du XVIIIe siècle, avec des ailes en moellons, typiques des fermes traditionnelles du Bordelais, du XVIe siècle. La vocation viticole de Soutard émerge réellement sous l’action de Jean Combret de Faurie, fils de Marie Couture. Ce dernier se consacre intégralement au travail de la vigne. Soutard devient un des premiers châteaux à arborer des vignes « en rangs », à l’époque toutes plantées « en foule » et poussant de façon anarchique. 
Jean Lavau, propriétaire renommé de Saint-Émilion, développe et fait fructifier le domaine. Transmis en 1919 à Michel des Ligneris, le château Soutard est ensuite dirigé par sa descendance pendant près d’un siècle.  
En 2006, le groupe AG2R La Mondiale, déjà propriétaire du château Larmande et du château Grand Faurie La Rose, achète ce château.  
Depuis 2015, le château Soutard et son parc sont inscrits à l'inventaire des Monuments historiques.  

## Terroir

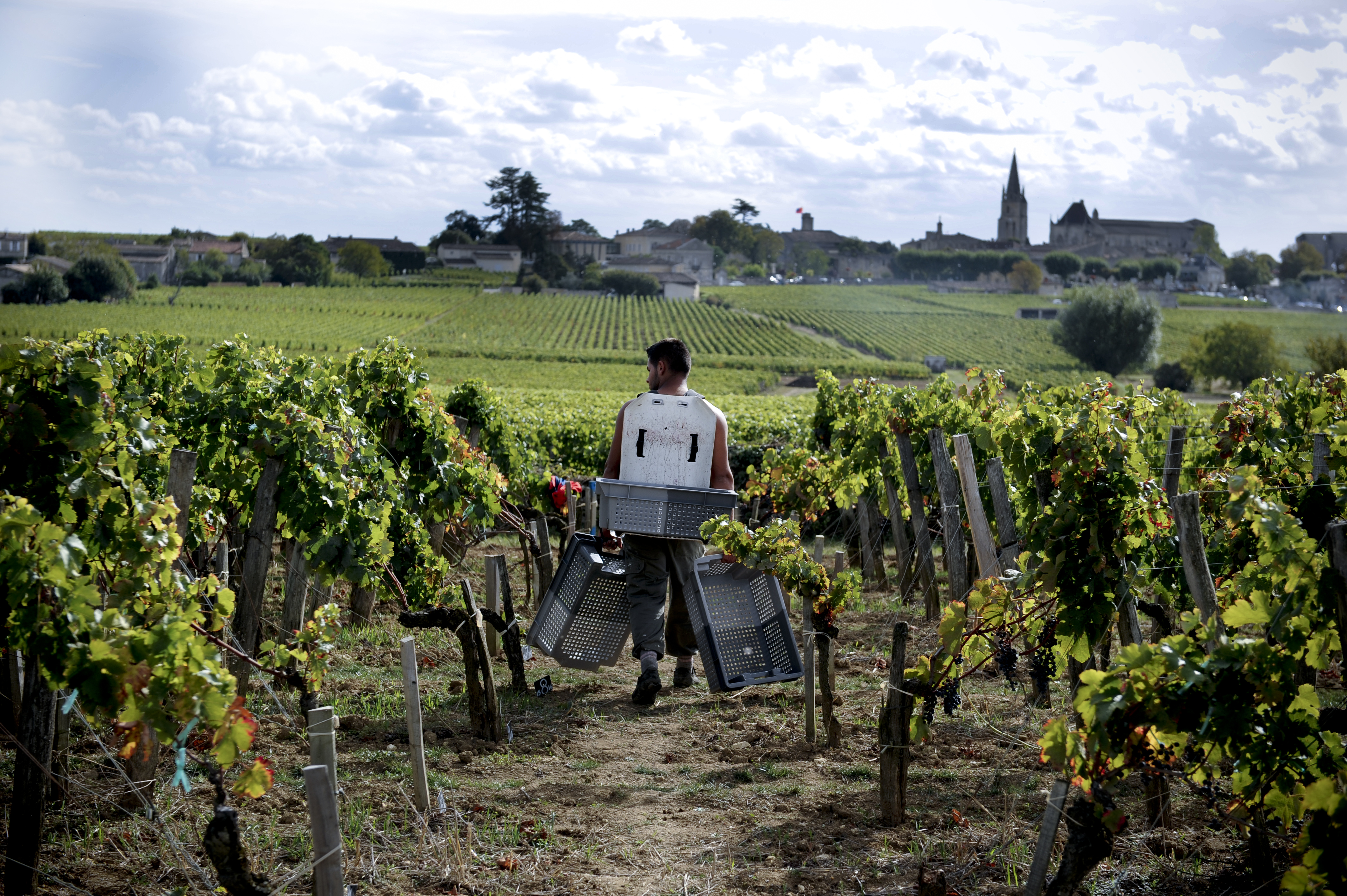
Viticulture

Le vignoble est situé au cœur du plateau calcaire de Saint-Émilion :
- 70 % de plateau argilo-calcaire ;
- 17 % de coteaux argileux ;
- 13 % de pied de côte sableux.

## Viticulture
Le vignoble s’étend d’un seul tenant sur 30 hectares. La densité moyenne de plantation est de 6 500 pieds à l’hectare. 

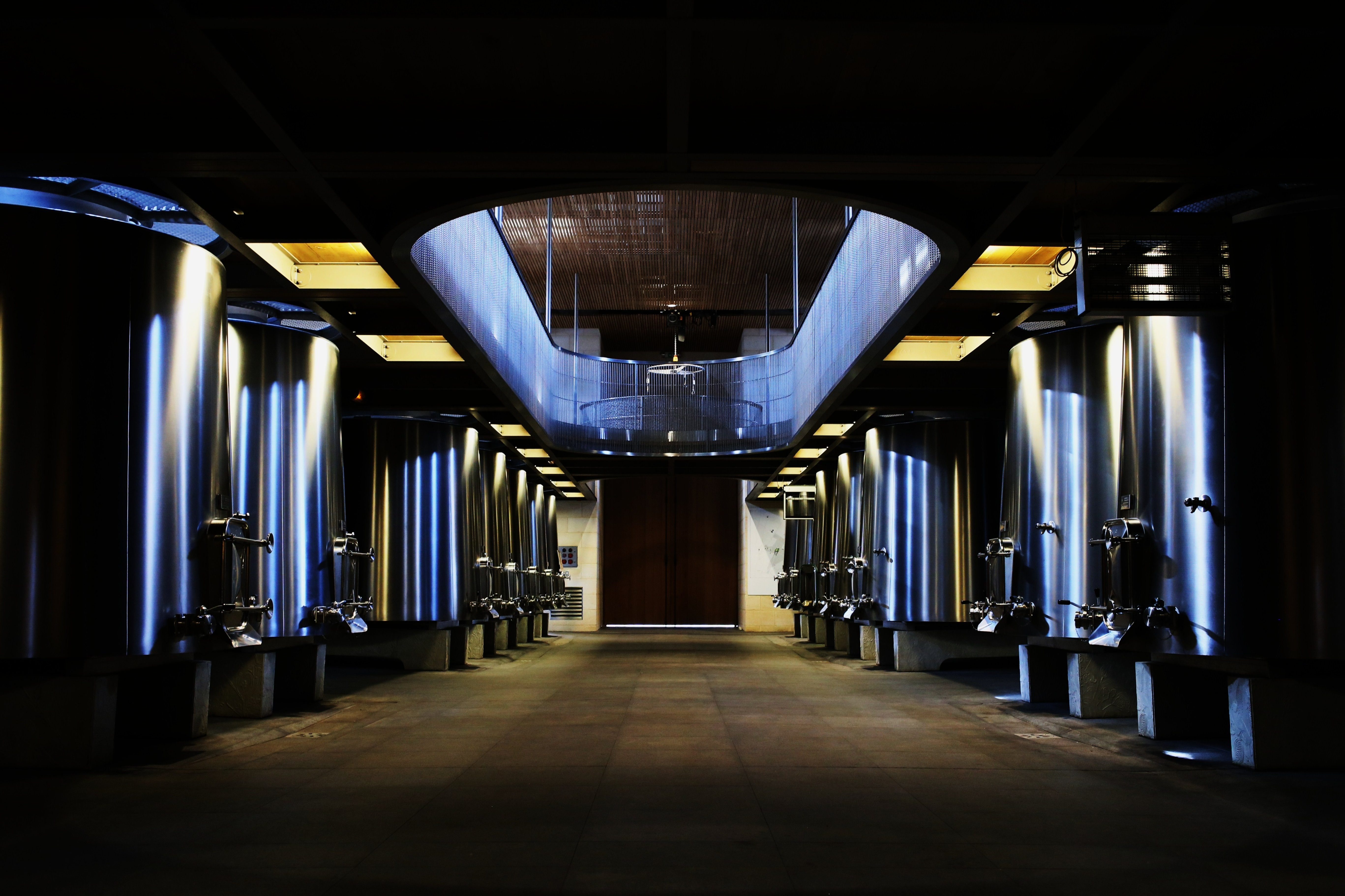
Cuverie Château Soutard

Le cépage merlot représente 63 % des surfaces plantées et apporte toute la rondeur au vin. Il est associé au cabernet-franc (28 %), au cabernet-sauvignon (7 %) et au malbec (2 à 3 %). 
Le domaine est conduit en bio non certifié. 